# Frederik Ndoci

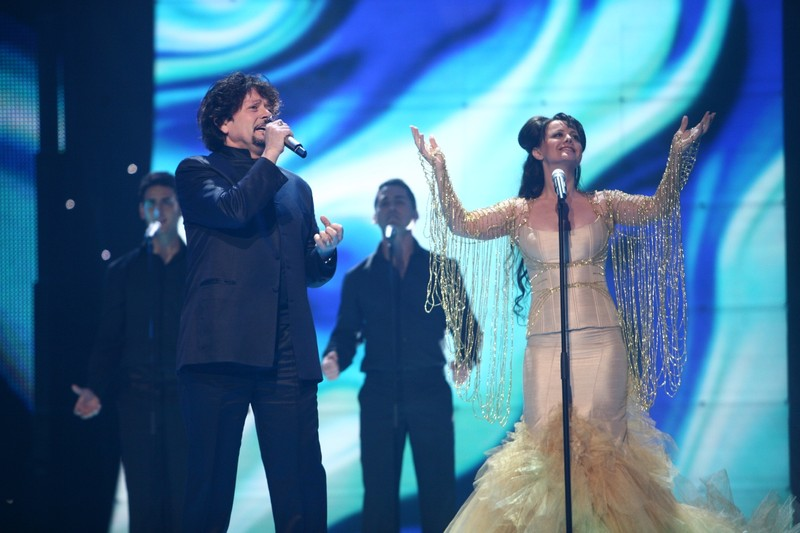
Frederik och Aida Ndoci vid Eurovision Song Contest 2007

Frederik Ndoci, född 9 februari 1960 i Shkodër, är en artist från Albanien som representerade sitt hemland i Eurovision Song Contest 2007 i Helsingfors efter att ha vunnit den nationella finalen tillsammans med sin fru Aida Dyrrah-Ndoci. Paret skilde sig senare och Aida bytte efternamn till Dyrrah.
2011 ställde Ndoci upp i den 50:e upplagan av Festivali i Këngës med låten "Oh, jeta ime" (åh, mitt liv). Han slutade i finalen på sista plats. 2013 deltog han i Festivali i Këngës 52 med låten "Një ditë shpresë" (en hoppfull dag). I finalen fick Ndoci 33 poäng och poäng av alla utom en domare vilket ledde till att han slutade på 5:e plats av 16 deltagare.